# Julio Ramírez (futbolista)
Julio Ramírez (Salta, 1980) es un futbolista especializado en fútbol 5 para ciegos. Bicampeón campeón mundial, ganador de una medalla de plata en los Juegos Paralímpicos de Atenas 2004 y dos veces veces campeón de América. En 2007 recibió como integrante de Los Murciélagos el Premio Jorge Newbery de Oro, con el que la Ciudad de Buenos Aires premia al mejor deportista de cada año, primera vez que un premio máximo deportivo fue entregado a atletas con discapacidades.

## Carrera deportiva

### Juegos Paralímpicos

#### Plata en Atenas 2004
Julio Ramírez ganó la medalla de plata en Atenas 2004, integrando la selección argentina de fútbol 5, Los Murciélagos. El equipo estuvo integrado por Gonzalo Abbas Hachache, Julio Ramírez, Lucas Rodríguez, Carlos Iván Figueroa, Diego Cerega, Silvio Velo (c), Eduardo Díaz, Antonio Mendoza, Oscar Moreno y Darío Lencina.
Clasificaron seis países: Argentina, Brasil, Corea del Sur, España, Francia y Grecia. Se jugó una ronda preliminar todos contra todos, que estableció el orden para jugar por la medalla de oro, la de bronce y el quinto lugar. Argentina le ganó a España 2-1, a Grecia 2-1, a Francia 3-0, a Grecia 3-0 y perdió con Brasil 0-2.
Con esos resultados, Brasil y Argentina jugaron el partido por la medalla de oro. En la final ninguno de los equipos pudo marcar goles, debiendo ir a un tiempo suplementario de 20 minutos, en el que tampoco marcaron goles. La medalla debió definirse así por medio de un desempate realizado con penales, en la que prevaleció finalmente Brasil.
| Fútbol 5 Varones | Fútbol 5 Varones | Fútbol 5 Varones | Fútbol 5 Varones | Fútbol 5 Varones |
|                  | País             |                  |                  |                  |
| ---------------- | ---------------- | ---------------- | ---------------- | ---------------- |
| 1                | Brasil           |                  |                  |                  |
| 2                | Argentina        |                  |                  |                  |
| 3                | España           |                  |                  |                  |
| Fuente: IPC.     |                  |                  |                  |                  |

### Campeonatos mundiales

#### Subcampeón en 1998
Ramírez integró el equipo argentino en el I Campeonato Mundial de Fútbol para Ciegos que se jugó en Campinas, Brasil, resultando Los Murciélagos subcampeones.
Argentina formó parte del Grupo B, empatando con España 0-0 y ganándole a Gran Bretaña 3-1. En la semifinal venció a Colombia 1-0, jugando la final contra Brasil, que ganó 1-0.

#### Subcampeón en 2000
En 2000, Ramírez volvió a integrar el equipo argentino en el II Campeonato Mundial de Fútbol para Ciegos que se jugó en Jerez de la Frontera, España. Nuevamente Los Murciélagos fueron subcampeones.
Argentina clasificó primera en el Grupo A, ganándole a España 2-1, a Corea del Sur 3-0 y empatando con Paraguay 0-0. En la semifinal venció a Grecia 2-0, jugando la final nuevamente contra Brasil, que ganó 4-0.

#### Campeón en 2002
Ramírez integró el equipo argentino que salió campeón mundial ganando todos los partidos, en el III Campeonato Mundial de Fútbol para Ciegos jugado en Río de Janeiro, Brasil.
Argentina clasificó primera en el Grupo 1, ganándole a Grecia 1-0, a Francia 1-0 y Paraguay 4-1. En la semifinal venció a Colombia 5-0, jugando la final contra España, venciendo por 4-2.

#### Bicampeón en 2006
Ramírez también integró el equipo argentino que obtuvo el bicampeonato mundial en el IV Campeonato Mundial de Fútbol para Ciegos jugado en Buenos Aires, Argentina.
Argentina clasificó primera en el Grupo B, empatando con España 1-1 (con goles de Lucas Rodríguez y Rosado), a Corea del Sur 5-0 (Velo [2], Rodríguez, Maidana, Figueroa) y a Inglaterra 2-0. En la semifinal venció a Paraguay 3-1 (Velo [2], Rodríguez). Los Murciélagos vencieron a Brasil en la final, 1-0, con gol de Velo.